# Christina Schollin
 (mai 2024).
Si vous disposez d'ouvrages ou d'articles de référence ou si vous connaissez des sites web de qualité traitant du thème abordé ici, merci de compléter l'article en donnant les références utiles à sa vérifiabilité et en les liant à la section « Notes et références ».

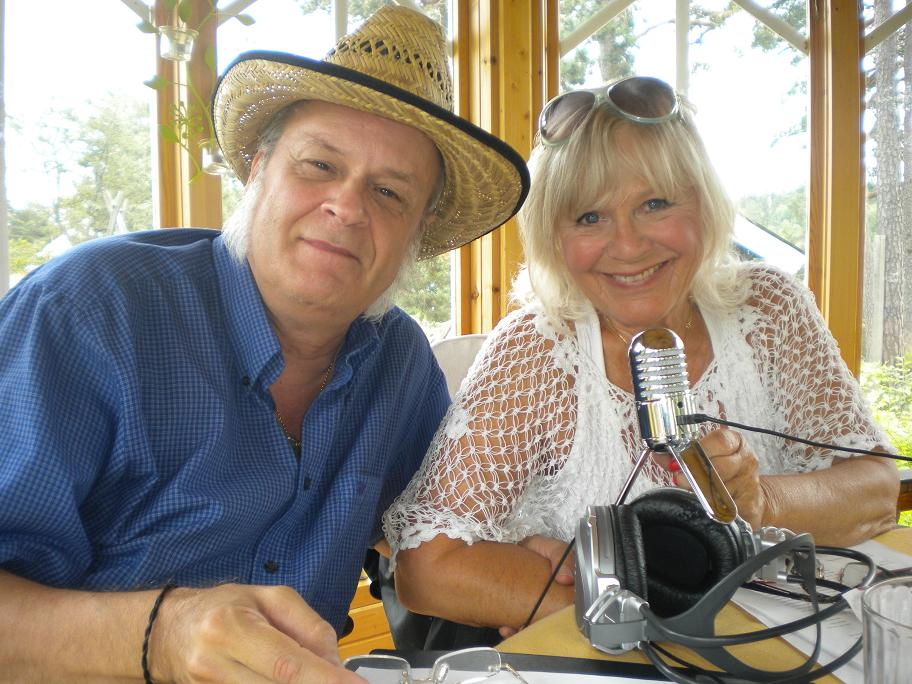
Schollin travaille avec Lars Jacob sur un enregistrement en anglais en 2012

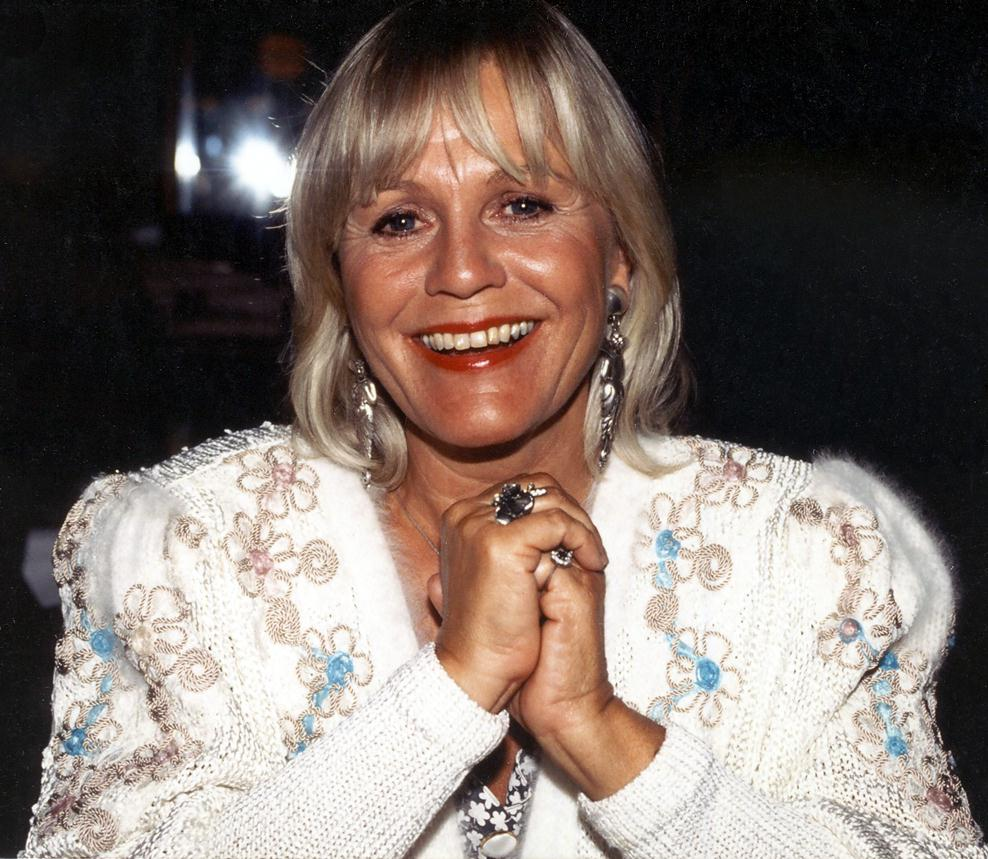
Christina Schollin, 1993

Christina Alma Elisabet Schollin est une actrice suédoise, née le 26 décembre 1937 à Stockholm.

## Biographie
Christina Schollin naît le 26 décembre 1937.
Elle étudie l'art dramatique à partir de 1956 et achève sa formation en 1958 à l'école du théâtre dramatique royal. En ce théâtre de sa ville natale (nommé Kungliga Dramatiska Teatern en suédois, abrégé Dramaten), elle débute en 1959 dans La Puissance des ténèbres de Léon Tolstoï, mise en scène par Alf Sjöberg (avec Allan Edwall et Ulf Palme).
Au Dramaten — où elle se produit jusqu'en 1993 —, suivent notamment La Mouette d'Anton Tchekhov, mise en scène par Ingmar Bergman (1961, avec Eva Dahlbeck et Ulf Palme), Le Marchand de Venise de William Shakespeare (1962, avec Erland Josephson et Gunn Wållgren), Schweyk dans la Deuxième Guerre mondiale de Bertolt Brecht (1963, avec Allan Edwall) et l'adaptation par Christopher Hampton du roman Les Liaisons dangereuses de Choderlos de Laclos (1989).
Au cinéma, Christina Schollin contribue à vingt-deux films suédois, le premier étant Swing it, fröken (sv) de Stig Olin (avec Alice Babs et Gösta Ekman), sorti en 1956. Citons également Käre John de Lars-Magnus Lindgren (1964, avec Jarl Kulle) et Le Meurtre d'Yngsjö d'Arne Mattsson (1966, avec Gösta Ekman et Gunnel Lindblom). Et notons sa participation au film musical américain Song of Norway d'Andrew L. Stone (1970, avec Florence Henderson et Edward G. Robinson). En 1971, elle partage l'affiche de  Vill Så Gärna Tro avec le chanteur américain Johnny Nash, qui compose et enregistre la musique originale du film avec Bob Marley, alors complètement inconnu en dehors de la Jamaïque.
Son ultime film à ce jour est Fanny et Alexandre (où elle retrouve Erland Josephson, Gunn Wållgren, Allan Edwall et Jarl Kulle), dernière réalisation d'Ingmar Bergman pour le cinéma, sortie en 1982.
Pour la télévision, elle collabore à neuf téléfilms diffusés entre 1958 et 1989, dont Les Deux Bienheureux d'Ingmar Bergman (1986, avec Harriet Andersson). S'y ajoutent onze séries disséminées de 1966 à 2011, entre autres le soap opera Tre kronor (en) (cent-vingt-trois épisodes, 1994-1999).
En 1962, Christina Schollin épouse l'acteur Hans Wahlgren (1937-2024) ; de leur union sont nés quatre enfants, dont trois acteurs, Niclas Wahlgren (en) (1965-), Pernilla Wahlgren (1967-) qui tient un petit rôle dans Fanny et Alexandre pré-cité, et Linus Wahlgren (1976-).

## Théâtre (sélection)
(pièces jouées au Dramaten)
- 1959 : La Puissance des ténèbres (Mörkrets makt) de Léon Tolstoï, mise en scène d'Alf Sjöberg : Anjutka
- 1959 : Les Jours heureux (Lyckliga dagar) de Claude-André Puget : Pernette
- 1960 : Hamlet de William Shakespeare, mise en scène d'Alf Sjöberg : Ophélie
- 1961 : La Mouette (Måsen) d'Anton Tchekhov, mise en scène d'Ingmar Bergman : Nina Mikhaïlovna Zaretchnaïa
- 1961 : Le Roi Jean (Kung John) de William Shakespeare, mise en scène d'Alf Sjöberg : Arthur
- 1962 : Le Voyage (Resan) de Georges Schehadé, mise en scène d'Alf Sjöberg : La fille qui attend
- 1962 : Roots (Rötter) d'Arnold Wesker : Beatie Bryant
- 1962 : Le Marchand de Venise (Köpmannen i Venedig) de William Shakespeare, mise en scène d'Alf Sjöberg : Nerissa
- 1963 : Schweyk dans la Deuxième Guerre mondiale (Svejk i andra världskriget) de Bertolt Brecht, mise en scène d'Alf Sjöberg : Anna
- 1964 : Our Town (Vår lilla stad) de Thornton Wilder : Emily Webb
- 1973 : Det går an, adaptation du roman éponyme de Carl Jonas Love Almqvist : Sara Widebeck
- 1989 : Les Liaisons dangereuses (Farliga förbindelser), adaptation par Christopher Hampton du roman éponyme de Choderlos de Laclos : Madame de Volanges / Marquise de Merteuil
- 1989 : Kalas i Lönneberga d'Astrid Lindgren : Mamma Alma
- 1990 : Amorina de Carl Jonas Love Almqvist, mise en scène de Peter Stormare : Mme Libius / Lisen
- 1992 : Roméo et Juliette (Romeo och Julia) de William Shakespeare : Mme Capulet
- 1992 : Le Mariage de Figaro (Figaros bröllop) de Pierre-Augustin Caron de Beaumarchais : La comtesse
- 1992 : Fifi Brindacier (Pippi Långstrump), adaptation d'après le personnage créé par Astrid Lindgren : Mme Prysselius

## Filmographie partielle

### Cinéma

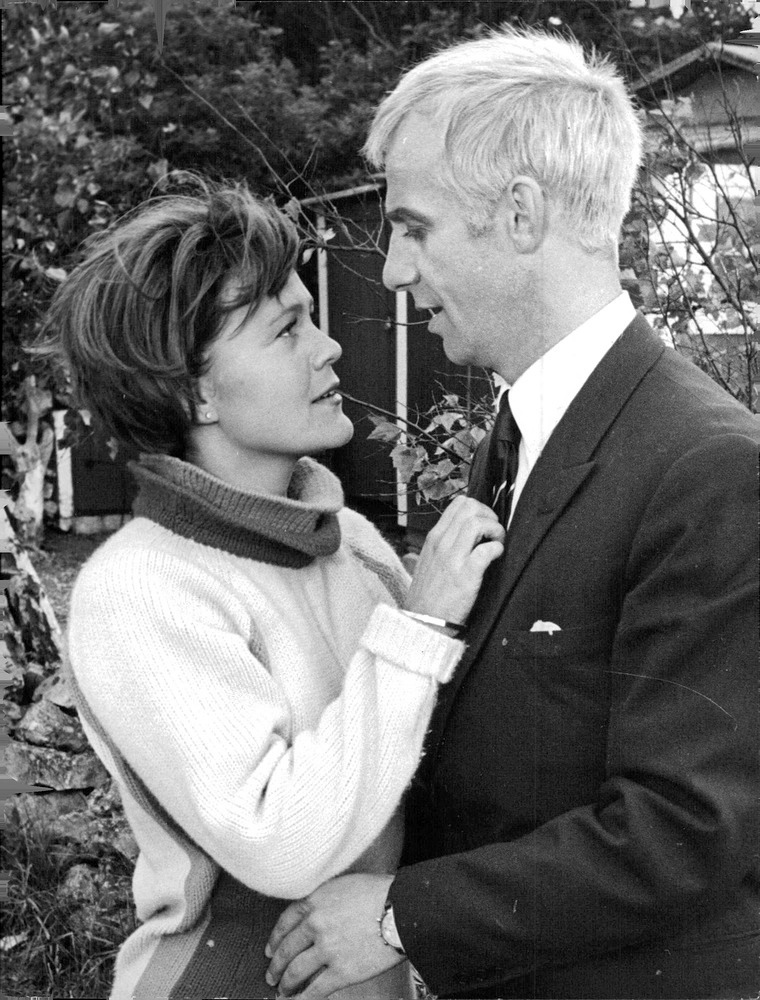
Avec Jarl Kulle, dans Käre John (1964)

(films suédois, sauf mention contraire)
- 1956 : Swing it, fröken de Stig Olin : Gunvor Dahl
- 1959 : Les Blousons dorés (Raggare!) d'Olle Hellbom : Bibban
- 1959 : Sängkammartjuven de Göran Gentele : Stewardesse
- 1960 : Kärlekens decimaler d'Hasse Ekman : Barbro Bovell
- 1961 : Existe-t-il encore des anges ? (Änglar, finns dom?) de Lars-Magnus Lindgren : Margareta Günther
- 1962 : Biljett till paradiset d'Arne Mattsson : Pyret Sträng
- 1964 : Käre John de Lars-Magnus Lindgren : Anna
- 1966 : Le Meurtre d'Yngsjö (Yngsjömordet) d'Arne Mattsson : Hanna Johansdotter
- 1970 : Song of Norway d'Andrew L. Stone (film américain) : Thérèse Berg
- 1971 Vill Så Gärna Tro de Gunnar Höglund
- 1975 : Garaget de Vilgot Sjöman : Nancy Billgren
- 1979 : Linus eller Tegelhusets hemlighet de Vilgot Sjöman : Märta
- 1982 : Fanny et Alexandre (Fanny och Alexander) d'Ingmar Bergman : Lydia Ekdahl

### Télévision
- 1968 : Private Entrance, téléfilm de Lawrence Dobkin : Kristina
- 1986 : Les Deux Bienheureux (De två saliga) d'Ingmar Bergman : Annika
- 1987-1989 : Varuhuset, série, 60 épisodes : Margareta
- 1994-1999 : Tre kronor (en), série, 123 épisodes : Birgitta Wästberg